# Einmal richtig
Einmal richtig ist ein deutscher Independent-Film.

## Handlung
Mit 19 verspricht Anton am Grab seines besten Freundes, sich an dessen Stelle wenigstens einmal zu verlieben. Es funktioniert nicht... Seine Lebensgeschichte wird anhand seiner wichtigsten Dates erzählt.

## Festivals und Auszeichnungen
Einmal richtig hatte seine Premiere bei den 47. Internationalen Grenzland-Filmtagen in Selb  , wo er den Indie-Award gewann.  Weitere Auszeichnungen erhielt er auf dem Festival International du Film de Bretagne  (Preis für den besten europäischen Film), auf dem Lytham International Film Festival (Best Actor für Tillmann Eckardt) und dem Festival of Cinema NYC, New York (Bestes Drehbuch).